# 4月25日
4月25日是公历一年中的第115天（闰年第116天），离全年的结束还有250天。

## 大事记

### 18世紀以前
- 1368年：中國明朝军队攻取由元朝政府佔據的洛阳。
- 1644年：民变领袖李自成率领大顺军队攻入北京城迫使崇祯帝在景山自缢，明朝灭亡。

### 18世紀
- 1707年：英國貴族貝里克公爵在阿爾曼薩戰役擊敗反波旁聯軍，重奪整個東西班牙地區。
- 1792年：法国作曲家克洛德·约瑟夫·鲁日·德·李尔创作了《马赛曲》，后来成为今日法国国歌。
- 1792年：法国首次使用斷頭台執行死刑。

### 19世紀
- 1859年：法國企業家斐迪南·德·雷賽布主持的蘇伊士運河公司開始在埃及開鑿蘇伊士運河。
- 1886年：中法签订《越南边界通商章程》。
- 1898年：美国在西班牙向其宣战一天后亦向西班牙宣战，美西战争爆发。

### 20世紀
- 1926年：義大利作曲家贾科莫·普契尼作曲的歌剧在米兰斯卡拉大劇院首次演出。
- 1945年：二战：苏联红军和盟国军队在托尔高会师。
- 1945年：《联合国宪章》制宪会议在美国旧金山召开，45个国家参与会议。
- 1953年：生物学家詹姆斯·华生和弗朗西斯·克里克在《自然》杂志发表《核酸分子结构》。
- 1960年：隸屬於美國海軍的特里同號核潛艇返回里霍伯斯灘，完成全世界首次水下環球航行。
- 1974年：葡萄牙軍隊發動政變推翻馬爾塞洛·卡埃塔諾的新國家政權，康乃馨革命爆發。
- 1980年：伊朗人质危机：美军採取突擊搶救行動營救伊朗大使館內的人質，但行動失敗。
- 1982年：以色列軍隊撤出西奈半島。
- 1983年：《雅加達郵報》創刊號在印尼出版。
- 1984年：马来西亚副首相慕沙希淡在巫统大会改选中击败财政部长东姑拉沙里，蝉联巫统署理主席的职位[1]。
- 1986年：姆斯瓦蒂三世接替父亲索布扎二世成为斯威士兰国王。
- 1994年：南非白人議會召開最後一次會議，標誌著實行40多年的種族隔離制度正式廢除。
- 1999年：数万法轮功修炼者到北京中南海上访述说多年来对法轮功的不公正对待。

### 21世紀
- 2005年：日本西日本旅客鐵道的快速列車在兵庫縣尼崎市發生出軌事故，造成107人死亡、562人受傷。
- 2005年：保加利亚和罗马尼亚在卢森堡签署了加入欧盟的条约。
- 2010年：中華民國福爾摩沙高速公路基隆－汐止段發生山崩，造成4人死亡。
- 2015年：尼泊爾發生Mw 7.8 地震，造成8,000多人死亡，其中22人死於珠穆朗瑪峰的雪崩。
- 2021年：臺中捷運正式啟用、營運烏日文心北屯線，成為臺中市及中台灣首條中運量運輸系統。
- 2022年：全球首富、特斯拉創辦人埃隆·馬斯克以440億美元收購社群媒體公司推特。

## 出生
- 1214年：路易九世，法蘭西國王。（1270年逝世）
- 1284年：愛德華二世，英格蘭國王。（1327年逝世）
- 1599年：奥利弗·克伦威尔，英國政治、軍事家。（1658年逝世）
- 1725年：菲利普·路德維希·施塔蒂烏斯·米勒，德國動物學家。（1776年逝世）
- 1822年：詹姆斯·洛德·皮爾龐特，美國作曲家、音樂家。（1893年逝世）
- 1843年：愛麗絲公主，維多利亞女王的二女兒，黑森和萊茵大公路德維希四世的夫人。（1878年逝世）
- 1849年：費利克斯·克萊因，德國數學家。（1925年逝世）
- 1874年：古列爾莫·馬可尼，義大利工程師，1909年諾貝爾物理學獎得主。（1937年逝世）
- 1896年：等松农夫藏，日本帝國時代海軍上將。（1980年逝世）
- 1897年：雅科夫·特里亞皮岑，蘇俄軍事指揮官。（1920年逝世）
- 1900年：沃爾夫岡·包立，奧地利物理學家，1945年諾貝爾物理學獎得主。（1958年逝世）
- 1903年：安德雷·柯爾莫哥洛夫，俄羅斯數學家。（1987年逝世）
- 1907年：巽房，日本超級人瑞。（2023年逝世）
- 1915年：郭伯偉，香港政治人物。（2006年逝世）
- 1917年：艾拉·費茲潔拉，美国爵士乐女歌手（1996年逝世）
- 1932年：尼古拉·卡爾達肖夫，蘇聯天體物理學家。（2019年逝世）
- 1932年：太田淑子，日本女性聲優、演員。（2021年逝世）
- 1935年：李敖，台灣學者（2018年逝世）
- 1938年：詹姆斯·西蒙斯，美國數學家、投資家、慈善家（2024年逝世）
- 1940年：江鵬堅，台灣政治人物，民主進步黨創始人之一（2000年逝世）
- 1940年：艾爾·帕西諾，美國男演員、編劇、製片人
- 1941年：穆娜·侯賽因，約旦王妃
- 1945年：比約恩·奧瓦爾斯，瑞典歌手、作曲人、樂團ABBA成員
- 1946年：弗拉基米尔·日里诺夫斯基，俄羅斯政治人物。（2022年逝世）
- 1947年：约翰·克鲁伊夫，荷兰職業足球運動員、教練（2016年逝世）
- 1948年：游錫堃，臺灣政治人物
- 1955年：李華明，香港政治人物
- 1957年：羅克·馬克·克里斯蒂安·卡波雷，布吉納法索政治家
- 1962年：蕭華，美國律師、體育行政人員，現任NBA總裁
- 1963年：添·巴貝利，香港足球運動員、教練
- 1963年：池本小百合，日本女性聲優
- 1963年：大卫·莫耶斯，苏格兰足球教练
- 1964年：漢克·阿扎里亞，美國男演員、導演、喜劇演員、配音員
- 1968年：謝祖武，台灣演員
- 1969年：蕾妮·齐薇格，美國女演員
- 1970年：川上倫子，日本女性聲優（2011年逝世）
- 1971年：托德·霍華德，美國電子遊戲設計師
- 1971年：大衛·伊格曼，美國神經科學家、科普作家
- 1974年：高虎，中國男演員
- 1976年：吳樾，中國男演員
- 1976年：蒂姆·邓肯，美國篮球运动員
- 1976年：金钟國，韓國男歌手
- 1977年：蔡昇晏，台灣樂團五月天成員，貝斯手
- 1979年：陳家麒，香港足球運動員
- 1979年：亞當·紐曼，以色列-美國商人，WeWork共同創辦人兼前執行長
- 1980年：森永理科，日本女性聲優
- 1980年：多田野數人，日本前棒球選手
- 1980年：伊爾凡·阿里，蓋亞那政治人物，現任蓋亞那總統
- 1981年：夏漢君，台灣演員
- 1981年：菲利比·馬沙，巴西F1賽車手
- 1982年：黃俊中，台灣棒球選手
- 1982年：張靜之，台灣女演員
- 1986年：馬米，香港饒舌歌手
- 1986年：隋寶庫，中國短道速滑男子運動員
- 1986年：丹尼爾·沙曼，英國男演員
- 1986年：董鳳鳴，中國女子跆拳道運動員
- 1986年：李穎芝，香港女藝人
- 1987年：陳巧文，香港社會活動家
- 1987年：Jay Park，韓國男子偶像團體2PM前隊長，現为Solo歌手
- 1988年：君島美緒，日本AV女優
- 1988年：喬納森·拜利，英國男演員
- 1988年：，巴西職業足球運動員
- 1989年：更登·確吉尼瑪，第十一世班禪
- 1990年：姚愛寗，臺灣女演員、模特兒
- 1991年：鄭仁仙，韓國女演員
- 1994年：福緒唯，日本女性聲優、偶像
- 1995年：，英國職業足球運動員
- 1996年：前田佳織里，日本女性聲優
- 1996年：麥克·霍頓，澳洲男子游泳運動員
- 1996年：愛麗森·阿什莉·阿姆，美國女演員
- 1996年：尼爾斯·范德普爾，瑞典男子競速滑冰運動員
- 1997年：徐志焄，韓國男演員
- 1997年：鄧宇成，臺灣男子射箭運動員
- 2000年：郑多彬，韩国女演员
- 2001年：尹燦榮，韓國男演員
- 2001年：南承旼，韓國男子偶像團體MCND成員

## 逝世
- 1185年：安德天皇，日本第81代天皇。（1178年出生）
- 1472年：萊昂·巴蒂斯塔·阿伯提，義大利文藝復興時期建築師、建築理論家、作家、詩人、哲學家、密碼學家。（1404年出生）
- 1605年：納黎萱，暹羅國王。（1555年/1556年出生）
- 1644年：崇禎帝朱由檢，明朝皇帝。（1611年出生）
- 1840年：西梅翁·德尼·泊松，法國數學家、物理學家。（1781年出生）
- 1860年：約翰·斯坦尼福德·魯賓遜，美國律師、政治人物，前任佛蒙特州州長。（1804年出生）
- 1926年：朝鮮純宗李坧，大韓帝國末代皇帝。（1874年出生）
- 1938年：伊凡·梅日勞克，蘇聯政治家。（1891年出生）
- 1967年：約瑟·博士爾，英國海員，鐵達尼號四副。（1884年出生）
- 1967年：桂應祥，北韓遺傳學家、蠶學家。（1893年出生）
- 1968年：蔡廷锴，抗日将领。（1892年出生）
- 1983年：莎罗马，马来西亚歌手和演员，同时也是巨星比·南利的妻子。（1935年出生）
- 1990年：莊俊，中國建築師。（1888年出生）
- 1990年：楊小佩，臺灣鋼琴家。（1949年出生）
- 1992年：尾崎豐，日本男歌手。（1965年出生）
- 1995年：琴吉·羅傑斯，美國女演員、舞蹈家、歌手。（1911年出生）
- 1997年：柏納德·馮內果，美國大氣科學家。（1914年出生）
- 2000年：呂西安·勒·凱姆，法國數學家、統計學家。（1924年出生）
- 2006年：简·雅各布斯，城市規劃評論家。（1916年出生）
- 2007年：雷桂英，少數願意公開承認在抗日戰爭時被日軍性侵犯，又被迫作慰安妇的中國女性。（1928年出生）
- 2007年：，為英格蘭足球代表隊奪得1966年世界盃足球賽冠軍功臣之一。（1945年出生）
- 2009年：碧翠絲·亞瑟，美國女演員、歌手（1922年出生）
- 2014年：，加泰罗尼亚足球中場球員及足球教練。（1968年出生）
- 2019年：黑姬山秀男，日本大相撲力士（1948年出生）
- 2020年：黃煦濤，華裔美國電腦科學家、電機工程師、作家（1936年出生）
- 2022年：葉瑞琨，中國現代畫家（1954年出生）
- 2023年：哈里·貝拉方特，牙買加裔美國男歌手（1927年出生）
- 2024年：歐豪年，臺灣水墨畫家（1935年出生）
- 2024年：羅宏·康特，法國導演（1961年出生）
- 2025年：吳桂賢，中國政治人物（1938年出生）
- 2025年：雅羅斯拉夫·莫斯卡利克，俄羅斯陸軍中將（1966年出生）

## 节假日和习俗
- 世界疟疾日
- 世界企鵝日
- DNA日
- 基督教：聖馬爾谷日
- 、 新西兰：
- 葡萄牙：自由日
- ：朝鲜人民革命军创建日
- 義大利：解放日（英语：Liberation Day (Italy)）